# Przemysław Płacheta
Przemysław Płacheta (phát âm tiếng Ba Lan: [pʂɛˈmɨswaf pwaˈxɛta]; sinh ngày 23 tháng 3 năm 1998) là một cầu thủ bóng đá chuyên nghiệp người Ba Lan chơi tại Championship cho câu lạc bộ Birmingham City dưới dạng cho mượn từ đội bóng cùng giải đấu Norwich City, và đội tuyển quốc gia Ba Lan. Płacheta tốt nghiệp từ học viện bóng đá trẻ của RB Leipzig và đã thi đấu cho một vài câu lạc bộ của Ba Lan.

## Sự nghiệp câu lạc bộ
Płacheta bắt đầu sự nghiệp khi thi đấu cho đội trẻ của đội bóng Ba Lan, Pelikan Łowicz. Anh gia nhập ŁKS Łódź sau khi bố anh thấy một bài quảng cáo trên một tờ báo về việc chiêu mộ cầu thủ trẻ. Sau đó, anh thi đấu cho học viện của RB Leipzig tại Đức, trong khoảng thời gian này, anh cũng đã được chơi cho các đội lớn ở một số trận giao hữu. Năm 2017, Płacheta có trận đấu đầu tiên tại một giải đấu chuyên nghiệp cho câu lạc bộ của giải 3. Liga, Sonnenhof Großaspach. Anh sau đó quay trở lại Ba Lan vì mẹ của anh gặp phải vấn đề sức khỏe. Anh sau đó thi đấu cho Pogoń Siedlce.
Trước khi mùa giải 2018–19 của I liga bắt đầu, Płacheta đã ký hợp đồng với Podbeskidzie Bielsko-Biała, và có được 25 lần ra sân cho câu lạc bộ mùa giải đó. Đến năm 2019, Płacheta chuyển tới Śląsk Wrocław với mức phí 300,000 Złoty Ba Lan. Bản hợp đồng của anh với câu lạc bộ kéo dài 3 năm. Trong một chuyến du đấu tiền mùa giải, Płacheta đã đạt được vận tốc 35,22 kilômét trên giờ (21,88 mph), vận tốc cao nhất của bất kỳ cầu thủ nào chơi tại Ba Lan vào thời điểm tiền mùa giải đó. Trong mùa giải 2019–20 của I liga, anh ghi được 8 bàn thắng trong 35 lần ra sân, và có được 5 kiến tạo.
Vào tháng 07/2020, Płacheta ký hợp đồng với câu lạc bộ của Anh, Norwich City, với thời hạn hợp đồng 4 năm. Bản hợp đồng được ước tính trị giá 3 triệu Euro  (khoảng 12 triệu złoty), mức phí kỷ lục của câu lạc bộ Śląsk Wrocław. Płacheta trở thành cầu thủ người Ba Lan đầu tiên trong lịch sử của Norwich. Anh có được bàn thắng đầu tiên cho Norwich trong trận hòa 2–2 trước Preston North End vào 19/09/2020.
Płacheta gia nhập câu lạc bộ của EFL Championship, Birmingham City vào tháng 07/2022 dưới dạng cho mượn trong 1 mùa giải. Anh có được bàn thắng đầu tiên cho câu lạc bộ ngay trong lần ra sân thứ hai, trên sân nhà trước Huddersfield Town vào 05/08, khi anh đưa bóng vào lưới từ cú sút bị cản phá của Jordan James giúp đội của anh dẫn trước 2–0 trước quãng nghỉ giữa giờ; trận đấu sau đó kết thúc với tỷ số 2–1.

## Sự nghiệp quốc tế
Płacheta chơi cho U21 Ba Lan tại giải U21 EURO 2019 trong trận đấu gặp U21 Tây Ban Nha tại Ý. Anh là cầu thủ trẻ nhất trong đội hình U21 Ba Lan của Czesław Michniewicz. Vào tháng 11/2020, Płacheta có trận ra mắt đội tuyển quốc gia Ba Lan trong trận giao hữu gặp Ukraina.

## Đời sống cá nhân
Płacheta sinh vào ngày 23 tháng 3 năm 1998 tại Łowicz, Ba Lan. Khi Płacheta còn trẻ, anh từng là một vận động viên xe trượt lòng máng, trước khi trở thành một cầu thủ. Płacheta từng nói rằng anh là một fan hâm mộ của Raheem Sterling, và đã so sánh cách thi đấu của anh với Sterling. Anh trai của anh, Marcin từng là một vận động viên điền kinh và xe trượt lòng máng thi đấu tại Thế vận hội Mùa đông 2006. Anh trai còn lại của anh, Sylwester, từng chơi bóng cho MKS Kutno.

## Thống kê sự nghiệp

### Câu lạc bộ
Tính đến 20/08/2022
| Câu lạc bộ                 | Mùa giải            | Giải vô địch quốc gia | Giải vô địch quốc gia | Giải vô địch quốc gia | Cúp quốc gia | Cúp quốc gia | Cúp liên đoàn | Cúp liên đoàn | Khác | Khác | Tổng cộng | Tổng cộng |
| Câu lạc bộ                 | Mùa giải            | Giải đấu              | Trận                  | Bàn                   | Trận         | Bàn          | Trận          | Bàn           | Trận | Bàn  | Trận      | Bàn       |
| -------------------------- | ------------------- | --------------------- | --------------------- | --------------------- | ------------ | ------------ | ------------- | ------------- | ---- | ---- | --------- | --------- |
| Sonnenhof Großaspach       | 2017–18             | 3. Liga               | 2                     | 0                     | 0            | 0            | —             | —             | —    | —    | 2         | 0         |
| Pogoń Siedlce              | 2017–18             | I liga                | 11                    | 2                     | 0            | 0            | —             | —             | 0    | 0    | 11        | 2         |
| Podbeskidzie               | 2018–19             | I liga                | 23                    | 6                     | 2            | 0            | —             | —             | —    | —    | 25        | 6         |
| Śląsk Wrocław              | 2019–20             | Ekstraklasa           | 35                    | 8                     | 0            | 0            | —             | —             | —    | —    | 35        | 8         |
| Norwich City               | 2020–21             | Championship          | 26                    | 1                     | 2            | 0            | 0             | 0             | —    | —    | 28        | 1         |
| Norwich City               | 2021–22             | Premier League        | 12                    | 0                     | 2            | 0            | 0             | 0             | —    | —    | 14        | 0         |
| Norwich City               | 2022–23             | Championship          | 0                     | 0                     | 0            | 0            | 0             | 0             | —    | —    | 0         | 0         |
| Norwich City               | Tổng cộng           | Tổng cộng             | 38                    | 1                     | 4            | 0            | 0             | 0             | —    | —    | 42        | 1         |
| Birmingham City (cho mượn) | 2022–23             | Championship          | 5                     | 1                     | 0            | 0            | 0             | 0             | —    | —    | 5         | 1         |
| Tổng cộng sự nghiệp        | Tổng cộng sự nghiệp | Tổng cộng sự nghiệp   | 114                   | 18                    | 6            | 0            | 0             | 0             | 0    | 0    | 120       | 18        |

1. ↑  Bao gồm Cúp quốc gia Ba Lan, Cúp FA

### Quốc tế
Tính đến 15/11/2021
| Đội tuyển quốc gia | Năm       | Trận | Bàn |
| ------------------ | --------- | ---- | --- |
| Đội tuyển Ba Lan   |           |      |     |
| 2020               | 2         | 0    |     |
| 2021               | 5         | 0    |     |
| Tổng cộng          | Tổng cộng | 7    | 0   |

## Giải thưởng
Norwich City
- EFL Championship: 2020–21